# The Vicar of Bray (brano musicale)
The Vicar of Bray ("Il vicario di Bray") è una canzone popolare inglese datata al XVIII secolo. Essa si presenta come una canzone satirica che ripercorre la carriera del fantomatico vicario di Bray e narra del suo continuo cambio di bandiera per mantenere saldamente la propria posizione malgrado i continui cambi di religione tra Seicento e Settecento nei monarchi inglesi. La canzone si presenta particolarmente interessante per il numero di allusioni (alcune specifiche, altre esplicite ed altre velate) alle dottrine politiche e religiose dell'epoca ed agli eventi che portarono alla loro ascesa o crollo.

## Base storica
La figura descritta nel brano sembra da molti storici essere stata individuata nella persona di Simon Aleyn, vicario della parrocchia rurale di Bray dal 1540 al 1588, il quale predicò la Bibbia, battezzò, cresimò, sposò e seppellì centinaia di parrocchiani durante il regno di Enrico VIII, Edoardo VI, Maria ed Elisabetta, barcamenandosi così tra le differenti tendenze religiose dei differenti sovrani senza mai perdere né la propria vita né il proprio incarico.
L'opera principale di Thomas Fuller (d.1661), "Worthies of England", descrive quest'uomo con le seguenti parole:
(Worthies of England)
Molti furono i pastori che nel corso del XVI secolo tennero questo comportamento all'epoca degli Stuart e pertanto questo portò ad una trascrittura in diverse forme del testo base della canzone, talvolta con cambi di luogo e periodo:
- La versione più nota della canzone riassume il periodo Stuart, citando la Guerra Civile e la Gloriosa Rivoluzione: il vicario di Bray durante questo periodo fu Francis Carswell che morì in carica nel 1709 dopo 42 anni di servizio.
- Simon Simonds, fu un ministro cristiano indipendente sotto il Protettorato di Cromwell, pastore anglicano sotto Carlo II e sacerdote romano cattolico sotto Giacomo II, e nuovamente anglicano sotto Guglielmo e Maria.
- Thomas Barlow (1607–1691), vescovo di Lincoln; Timothy Bray (1480–1539), abate di Heath e Edmund Waller (1606–1687), poeta e politico, furono tutti destinatari di varianti di questa canzone per le loro abilità trasformistiche.

## Testo
| In good King Charles's golden days, When Loyalty no harm meant; A Zealous High-Church man I was,1 And so I gain'd Preferment.2 Unto my Flock I daily Preach'd, Kings are by God appointed, And Damn'd are those who dare resist, Or touch the Lord's Anointed.3 And this is law,4 I will maintain Unto my Dying Day, Sir. That whatsoever King may reign, I will be the Vicar of Bray, Sir! When Royal James possest the crown, And popery5 grew in fashion; The Penal Law I shouted down, And read the Declaration: The Church of Rome I found would fit Full well my Constitution, And I had been a Jesuit,6 But for the Revolution.7 And this is Law, &c. When William our Deliverer came, To heal the Nation's Grievance, I turn'd the Cat in Pan8 again, And swore to him Allegiance: Old Principles I did revoke, Set conscience at a distance, Passive Obedience is a Joke, A Jest is9 non-resistance. And this is Law, &c. When Royal Anne became our Queen, Then Church of England's Glory, Another face of things was seen, And I became a Tory:10 Occasional Conformists base I Damn'd, and Moderation, And thought the Church in danger was, From such Prevarication. And this is Law, &c. When George in Pudding time11 came o'er, And Moderate Men looked big, Sir, My Principles I chang'd once more, And so became a Whig, Sir.12 And thus Preferment I procur'd, From our Faith's great Defender13 And almost every day abjur'd The Pope, and the Pretender. And this is Law, &c. The Illustrious House of Hanover,14 And Protestant succession, To these I lustily will swear, Whilst they can keep possession: For in my Faith, and Loyalty, I never once will faulter, But George, my lawful king shall be, Except the Times shou'd alter. And this is Law, &c. | Audio playback is not supported in your browser. You can download the audio file. Audio playback is not supported in your browser. You can download the audio file. |

## Parole chiave e spiegazioni

### High Church
La divisione della chiesa inglese in "high" e "low" church (chiesa alta e chiesa bassa) venne estremizzata all'epoca della restaurazione. La chiesa alta si opponeva all'idea calvinistica di voler appianare le gerarchie della chiesa come già aveva dovuto affrontare al periodo del commonwealth di Cromwell. Il partito della High Church supportò inoltre il diritto divino del re, il governo della chiesa episcopale ed i fondamenti della chiesa d'Inghilterra sul governo civile. Essa era sostanzialmente Tory e si presentava gerarchizzata molto più della "Low Church" (più puritana/presbiteriana). La High Church sul finire del XVII secolo era sostanzialmente la "chiesa del re" dal momento che essa riconosceva il sovrano come suo capo.

### Preferment
La nomina ad un ufficio ecclesiastico nell'Inghilterra stuartiana o la posizione stessa; in questo caso si tratta del beneficio di Bray. Il candidato ad una posizione ecclesiastica veniva infatti "preferito" ad altri che pure vi avevano diritto: tale scelta spettava di norma ai superiori ecclesiastici, ma spesso erano i nobili locali o le istituzioni come i college di Oxbridge a prescegliere chi doveva occupare un dato incarico.

### Those who dare resist
Un riferimento ad Oliver Cromwell ed ai regicidi che processarono e giustiziarono Carlo I.

### Lord's Anointed
In questo caso il re, l'unto del Signore come appare nella cerimonia dell'incoronazione britannica è il campo temporale e spirituale dell'Inghilterra; l'espressione si rifà ai libri di Samuele nella tradizione giudaico-cristiana. Re Carlo I, decapitato nel corso della Guerra civile inglese tentò a suo tempo di introdurre la dottrina del diritto divino dei re anche in Inghilterra sull'esempio di quanto fatto da suo cugino Luigi XIV in Francia. Dopo il governo di Oliver Cromwell, Carlo II (figlio di Carlo I) venne restaurato al trono. Carlo II fu più moderato di suo padre, ma il teorico e leader politico assolutista sir Robert Filmer (il vero obbiettivo dei Due trattati sul governo di John Locke), aveva suggerito che il re fosse nominato direttamente da Dio e, per natura, fosse superiore ai sudditi. Pertanto il re risulta unto dal Signore dalla nascita (e non dall'arcivescovo di Canterbury nel corso dell'incoronazione). Carlo II non prese posizioni rilevanti sul diritto divino, ma al suo posto lo fecero quanti lo restaurarono, ed ovviamente la High Church.

### Law
La chiesa inglese è una chiesa di stato, nel senso che essa è regolata con leggi del parlamento; al tempo della composizione del brano, gli ecclesiastici potevano essere nominato o rimossi dai loro incarichi per le loro opinioni religiose e politiche. Questo è il punto della satira della canzone: il vicario di Bray adatta il proprio credo la monarca regnante, di modo da mantenere il proprio incarico ecclesiastico. Durante il periodo in questione, una delle questioni più difficili su cui decidere fu se i Non-conformisti ed i Non-juror potessero essere considerati parte della chiesa d'Inghilterra.
I non-conformisti erano quei ministri ecclesiastici che, sebbene ordinati regolarmente dalla chiesa d'Inghilterra, non si conformavano alle pratiche delineate dalle autorità della chiesa anglicana. Questi individui erano spesso puritani.
Per i non-jurors (o oath-refusers) la questione era ancora più intricata. Quando il parlamento richiese che tutto il clero giurasse fedeltà al re come capo della chiesa, alcuni resistettero a tale pratica. Alcuni puritani ritenevano che non potesse essere ammissibile che un uomo dirigesse la chiesa di Dio in quanto egli stesso avrebbe diretto personalmente ciascun credente. Altri avevano giurato prima del Test Act e non potevano giurare nuovamente. Altri ancora erano coloro che riconoscevano la chiesa anglicana come scismatica e quindi esclusa dalla comunione con la "vera chiesa" di Roma. Al di là della forma, il non voler fare giuramento al sovrano, era un atto comunque visto con sospetto.

## Fonti
- Fonti per le differenti versioni della canzone si trovano in The British Musical Miscellany, Volume I, 1734, as found in R. S. Crane, A Collection of English Poems 1660–1800, New York: Harper & Row, 1932.
- Annotazioni, su rpo.library.utoronto.ca. URL consultato il 23 aprile 2015 (archiviato dall'url originale il 29 aprile 2008).
- Annotazioni, su thepoliticalforum.com. URL consultato il 23 aprile 2015 (archiviato dall'url originale il 14 ottobre 2007).
- Panorama storico della canzone, su thepoliticalforum.com. URL consultato il 23 aprile 2015 (archiviato dall'url originale il 14 ottobre 2007).
- File midi della canzone, su contemplator.com.